# Stefanija Astrauskaitė
Stefanija Astrauskaitė, coniugata Vilimienė (Kaunas, 19 marzo 1919 – Kaunas, 5 febbraio 1993), è stata una cestista lituana.

## Carriera
Con la Lituania ha disputato i Campionati europei del 1938.